# Gilbert Scodeller
Gilbert Scodeller (Saint-Laurent-Blangy, 10 de junio de 1931 - Arrás, 13 de abril de 1989) fue un ciclista francés que fue profesional entre 1951 y 1961. Durante su carrera profesional consiguió 22 victorias, siendo la más destacada la París-Tours  de 1954.

## Palmarés
- 1952
  - 1º en la París-Valenciennes
- 1953
  - 1º en Berlín
  - 1º en Saint-Omer
  - Vencedor de una etapa del Tour de la Manche
- 1954
  - 1º en la París-Tours
  - 1º en la París-Valenciennes
  - 1º en Boussois
  - 1º en el Circuito de Pévèle
  - 1º en La Fère
  - Vencedor de una etapa del Tour de Champagne
- 1955
  - 1º en Ferrière-la-Grande
  - 1º en Jeumont
  - 1º en Plonéour-Lavern
  - 1º en Arrás
- 1956
  - 1º en el Tour de Pircardía
  - 1º en Ferrière-la-Grande
- 1958
  - 1º en el Tour del Oeste
- 1959
  - 1º en el Circuito de Aquitaine
  - 1º en Saint-Omer
- 1960
  - 1º en el Circuito de Vienne
  - Vencedor de una etapa del Tour de Champagne
- 1961
  - 1º en Antibes

### Resultados al Tour de Francia
- 1954. Abandona (3ª etapa)
- 1955. Abandona (16.ª etapa)
- 1956. Abandona (20.ª etapa)

### Resultados al Giro de Italia
- 1958. 75.º de la clasificación general